# Juan José Betancourt Quiroga
Juan José Betancourt Quiroga (15 de julio de 1999) es un deportista colombiano que compite en ciclismo adaptado en la modalidad de ruta. Ganó dos medallas en los Juegos Paralímpicos de Verano, bronce Tokio 2020 y bronce en París 2024.

## Palmarés internacional
| Juegos Paralímpicos | Juegos Paralímpicos | Juegos Paralímpicos | Juegos Paralímpicos |
| Año                 | Lugar               | Medalla             | Prueba              |
| ------------------- | ------------------- | ------------------- | ------------------- |
| 2020                | Tokio (Japón)       | Medalla de bronce   | Ruta T1-2           |
| 2024                | París (Francia)     | Medalla de bronce   | Ruta T1-2           |